# Creglingen
Creglingen (hist. Kreglingen) – miasto w Niemczech, w kraju związkowym Badenia-Wirtembergia, w rejencji Stuttgart, w regionie Heilbronn-Franken, w powiecie Main-Tauber. Leży nad rzeką Tauber, ok. 30 km na południowy wschód od Tauberbischofsheim, przy granicy z Bawarią.

## Galeria

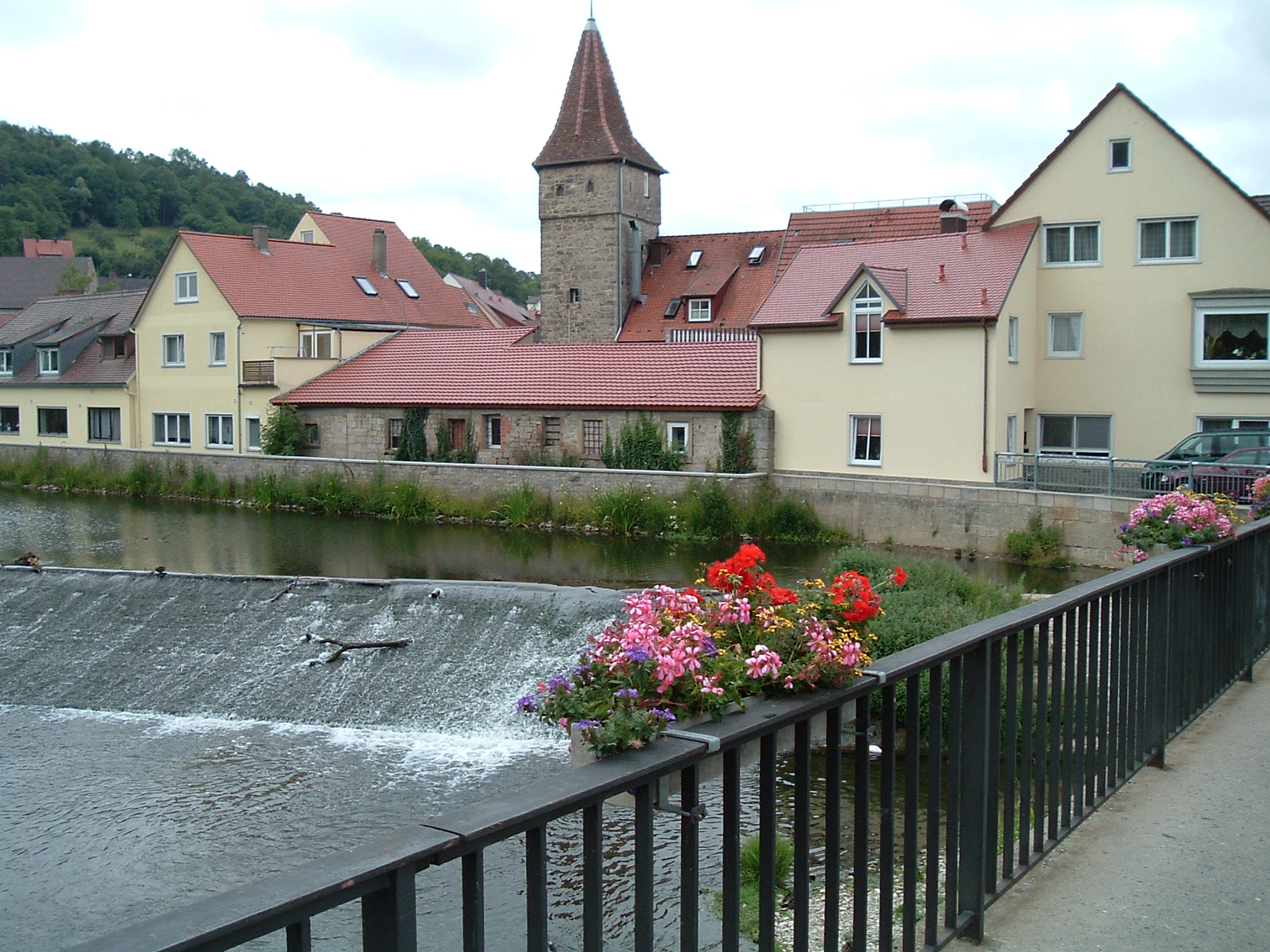
Creglingen
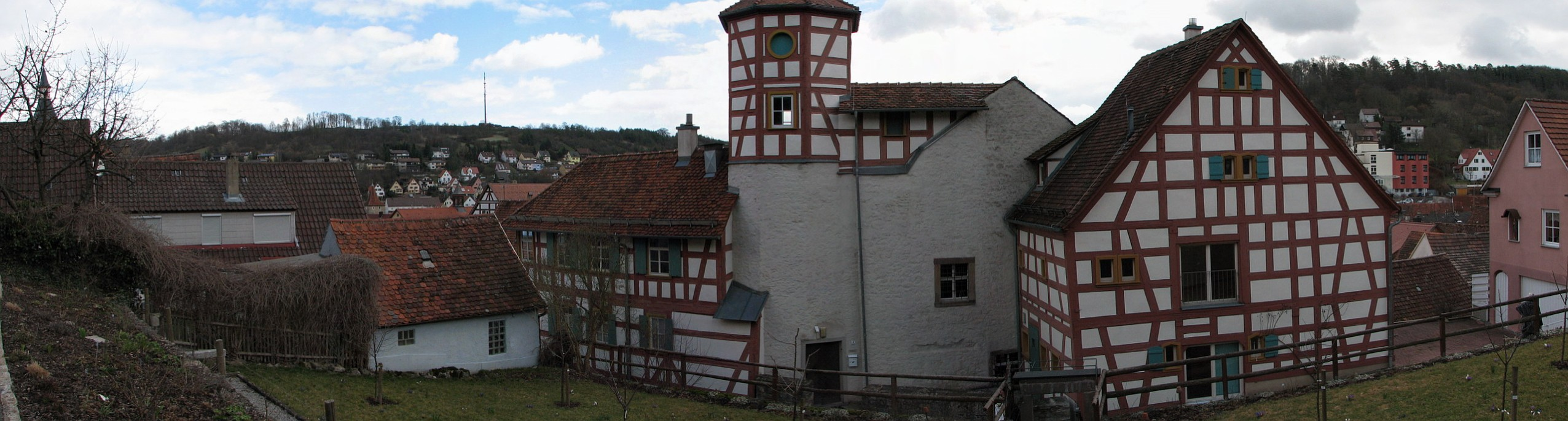
Centrum kultury